# Isaac Cline

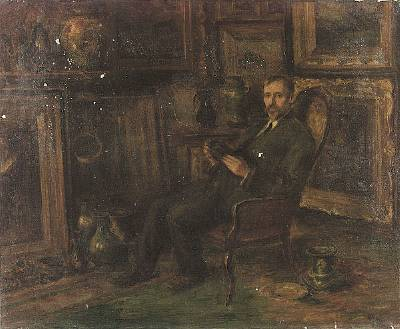
Isaac Monroe Cline, New Orleans, 1910

Isaac Monroe Cline (* 13. Oktober 1861 bei Madisonville, Tennessee; † 3. August 1955 in New Orleans, Louisiana) war Meteorologe im U. S. Weather Bureau, dem späteren National Weather Service, und Pionier in der Wetter- und Hochwasservorhersage. Besondere Bedeutung erlangten seine Arbeiten zu Hurrikanwarnungen und Hochwasserwarnungen für Flüsse.

## Leben

### Ausbildung
Cline, Sohn eines Farmers, trat nach einer Ausbildung am Hiwassee College in Madisonville, wo er einen Bachelor-Titel erwarb, am 7. Juli 1882 in den US-amerikanischen Wetterdienst ein. Dieser war 1870 als Teil des U.S. Army Signal Corps (etwa: Telegraphietruppe) gegründet worden. Cline erhielt in der Meteorologischen Schule des Dienstes in Fort Myer der Truppengattung entsprechend eine kavalleristische Ausbildung, die auch infanteristische Teile umfasste, darüber hinaus eine umfassende Ausbildung an optischen und elektrischen Signalmitteln bis zum Telefon und Telegrafen sowie eine meteorologische Ausbildung, die auch ein großes Gewicht auf die Wetterbeobachtung legte.

### Berufliche Laufbahn
Aufgrund guter Leistungen wurde Cline frühzeitig als meteorologischer Assistent an die Wetterstation Little Rock in Arkansas versetzt. Hier hatte er sich neben den Routineaufgaben mit dem Einfluss des Wetters auf das Auftreten der Felsengebirgsschrecke zu beschäftigen. Daneben nahm Cline in der Absicht, sich der Medizinmeteorologie zuzuwenden, in seiner verbleibenden Freizeit das Studium der Medizin auf und schloss es 1885 als M.D. ab. Gleichzeitig erwarb er auch an seinem alten College noch einen Master-Titel. Nach einer weiteren Stellung als Assistent in Fort Smith in Arkansas wurde er als Verantwortlicher des Dienstes nach Fort Concho versetzt, einem früheren Außenposten der Indianerkriege in San Angelo in Texas, das damals weniger als 100 Einwohner hatte. Später wurde er ins wesentlich größere Abilene versetzt. Hier heiratete Cline am 17. März 1887 Cora May Ballew. Im März 1889 wurde er an das neu geschaffene Wetteramt in die damalige texanische Metropole Galveston versetzt, wo er gleichzeitig Direktor der neuen Sektion Texas des Wetterdienstes wurde. Hier waren neben den üblichen Aufgaben auch spezielle Vorhersagedienste für den Baumwollanbau des Staates zu erbringen. Bei der Übernahme des Dienstes unter dem neuen Namen Weather Bureau durch das US-Landwirtschaftsministerium entschied sich Cline für den Verbleib im Wetterdienst. Er wurde daher am 30. Juni 1891 aus dem Militärdienst entlassen und am folgenden Tag als ziviler Angestellter vom Landwirtschaftsministerium übernommen.
Bei einem internen Wettbewerb des neuen Weather Bureau zur Wettervorhersage erreichte Cline den fünften Platz. Cline konnte den Machbarkeitsnachweis für Temperaturvorhersagen erbringen und so im Winter 1895/96 in den USA erstmals für die Landwirtschaft brauchbare Minimumtemperaturvorhersagen herausgeben, die mindestens 24 Stunden im Voraus zur Verfügung standen. Es gelang ihm, einen für die Vorhersage wichtigen Datenaustausch mit dem mexikanischen Wetterdienst und darüber hinaus die Errichtung von Wetterstationen in Mexiko zu erreichen. Wegen der ausgedehnten Bewässerung in Texas standen hier umfangreiche Niederschlags- und Wasserführungsbeobachtungen zur Verfügung, mit denen Cline ein Vorhersagesystem für die Wasserführung in Flüssen entwickelte. Im Frühjahr 1900 konnte er so rechtzeitig größere Überschwemmungen am Colorado und am Brazos voraussagen. Clines persönliches Interesse galt in dieser Zeit der Medizinmeteorologie, unter anderem unterrichtete er Medizinische Klimatologie am Texas Medical College in Galveston. Daneben beschäftigte er sich mit Philosophie und Soziologie und promovierte 1896 an der AddRan Christian University.
In der Hafenstadt Galveston, die immer wieder von Stürmen heimgesucht worden war, die jedoch nie größere Schäden verursacht hatten, wurde besonders nach der Zerstörung des Konkurrenten Indianola durch einen Hurrikan im Jahr 1886 mit über 100 Toten entlang der gesamten Küste die Errichtung einer Schutzmauer zur See hin diskutiert. 1891 veröffentlichte Cline dazu in der lokalen Zeitung einen Artikel, in dem er erklärte, dass kein Wirbelsturm eine Gefahr für Galveston darstellen könne. Die Insel und das dahinterliegende Festland seien zu flach, als dass sich vor Galveston ein größeres Sturmhochwasser aufstauen könne. Darüber hinaus seien schwere Hurrikans in Texas eher selten. Am 8. September 1900 wurde Galveston jedoch von einem Wirbelsturm heimgesucht, der ein 4,75 m hohes Hochwasser mit sich führte, über zwei Meter mehr als der höchste Punkt der Insel. Die Stadt wurde zum größten Teil zerstört, ca. ein Fünftel der 38 000 Einwohner kam ums Leben. Clines schwangere Frau gehörte zu den Opfern, seine drei Töchter überlebten mit ihm. Wegen des Herannahens des Hurrikans über den Golf von Mexiko hatten kaum meteorologische Daten zur Verfügung gestanden. Dennoch hatte Cline bereits am Vortag Sturmwarnung ausgelöst, obwohl er damit gegen Vorschriften des Weather Bureau verstieß, und sämtliche Wetterphänomene und den Zustand der See weiter genauestens beobachtet und protokolliert bzw. dafür gesorgt, dass dies geschah, solange es noch irgend möglich war. In der Nacht beherbergte er in seinem vermeintlich sicheren Haus aus Stein 50 Personen, von denen jedoch die meisten umkamen, als auch dieses vom Sturm zertrümmert wurde. Für sein Verhalten während des Sturms wurde ihm vom Leiter des Weather Bureau eine förmliche Anerkennung ausgesprochen.
Cline äußerte später, dass er sich vor diesem Erlebnis das Schadensausmaß, das ein tropischer Wirbelsturm anrichten kann, nicht habe vorstellen können. Diese Erfahrung wurde bestimmend für sein weiteres berufliches Engagement. Er sah auf dem Gebiet der tropischen Wirbelstürme nun wesentlich drängendere Probleme als auf dem der Medizinmeteorologie. Cline wurde nun Leiter des neugeschaffenen regionalen Vorhersagezentrums für die Golfstaaten. Dieses wurde bereits 1901 von Galveston nach New Orleans verlegt, wo Cline auch wieder Sektionsdirektor für Louisiana wurde. Wegen der lokalen Verhältnisse beschäftigte es sich hier sofort auch wieder mit der Arbeit an der Hochwasservorhersage. Im Frühjahr 1903 sagte er mehrere Wochen im Voraus einen gefährlich hohen Pegelstand des Mississippi voraus, der temporäre Deicherhöhungen erforderlich machen würde. Dies führte zu Konflikten mit der Zentrale des Weather Bureau, wo man solch langfristige Vorhersagen für nicht machbar hielt. Clines Ruf in der Öffentlichkeit begann sich zu festigen, als der tatsächliche Scheitel des Hochwassers um lediglich zehn Zentimeter von der Vorhersage abwich. Seine Schwierigkeiten innerhalb des Dienstes hielten jedoch bis zu einem Wechsel an der Spitze der Behörde 1913 an. Weitere richtige Vorhersagen größerer Ereignisse lieferte Cline für ein Hochwasser 1912 und einen Hurrikan 1915, der die höchsten bis dahin gemessenen Windgeschwindigkeiten erreichte. 1926 veröffentlichte er das Ergebnis seiner Arbeiten über Wirbelstürme in Buchform und lieferte damit der Meteorologie wichtige neue Mittel der Vorhersage. Schließlich gelang ihm die richtige Vorhersage des Verlaufs der großen Mississippi-Überschwemmung von 1927, die 70 000 km² Land betraf und zur Evakuierung bzw. Umsiedlung von 700 000 Menschen führte. Für diese Arbeit wurden ihm vom Beauftragten des Präsidenten für die Überschwemmungen, dem damaligen Handelsminister Herbert Hoover, und seinem vorgesetzten Landwirtschaftsminister förmliche Anerkennungen ausgesprochen.

### Späte Jahre
Im Jahre 1935 schied Cline mit 74 Jahren aus dem Dienst. Er machte anschließend sein Hobby zur Profession und betrieb ein kleines Kunsthaus in New Orleans. Er selbst besaß eine umfangreiche Sammlung mit mehreren Schwerpunkten. Er beobachtete auch weiter die neuen Erkenntnisse der Wirbelsturmforschung, zu der er noch mehrfach zusammenfassende Darstellungen herausgab. 1945 veröffentlichte er seine Memoiren.
Im Gedenken an Cline verleiht der US National Weather Service jährlich die Isaac-M.-Cline-Auszeichnung an Beschäftigte, die herausragende Leistungen erbracht haben. 

## Werke
- Summer hot winds on the great plains. Washington : The Society, 1894
- Tropical cyclones, comprising an exhaustive study of features observed and recorded in sixteen tropical cyclones which have moved in on gulf and south Atlantic coasts during the twenty-five years, 1900 to 1924 inclusive. New York : The Macmillan Company, 1926
- A century of progress in the study of cyclones. Aids in forecasting movements and destructive agencies in tropical cyclones. 3. Aufl. New Orleans, La. : Rogers Printing Co. (Drucker), 1942
- Storms, floods and sunshine; a book of memoirs by Isaac Monroe Cline. New Orleans : Pelican Publishing Company, 1945, Neuauflage 2000